# MFK Karviná
MFK OKD Karviná, właśc. Městský fotbalový klub Ostravsko-karvinské doly Karviná – czeski klub piłkarski mający swoją siedzibę w Karwinie, w Czechach. Aktualnie uczestniczy w rozgrywkach czeskiej pierwszej ligi.
Pomimo długoletniej tradycji piłki nożnej w Karwinie sięgającej okresu międzywojennego (m.in. polski klub Polonia Karwina), założony w 1919 roku, grający od 1939 w lidze polskiej. MFK Karvina powstał w obecnej formie w 2003 w wyniku fuzji klubów FC Karviná oraz TJ Jäkl Karviná.

## Historyczne nazwy
- 1919–38: PKS Polonia Karviná
- 1945–48: SK Polonia Karviná
- 1948–51: Sokol Polonia Karviná
- 1951–53: Sokol OKD Mír Karviná
- 1953–61: Baník Karviná Mír
- 1961–94: Baník 1. máj Karviná
- 1994–95: FC Karviná–Vítkovice (po fuzji z FC Vítkovice Kovkor)
- 1995–03: FC Karviná
- 2003–08: MFK Karviná (po fuzji z Jäkl Karviná)
- 2008–: MFK OKD Karviná

## Skład na sezon 2025/2026
| Nr | Poz. | Piłkarz          |
| -- | ---- | ---------------- |
| 1  | BR   | Vladimir Neumann |
| 3  | PO   | Yahaya Lawali    |
| 4  | PO   | Aboubacar Traore |
| 6  | PO   | Sebastian Boháč  |
| 7  | OB   | Kristián Vallo   |
| 8  | PO   | David Planka     |
| 9  | PO   | Albert Labík     |
| 10 | PO   | Denny Samko      |
| 12 | NA   | Abdallah Gning   |
| 13 | NA   | Filip Vecheta    |
| 14 | PO   | Emmanuel Ayaosi  |
| 15 | OB   | Lukáš Endl       |

| Nr | Poz. | Piłkarz          |
| -- | ---- | ---------------- |
| 17 | PO   | Samuel Šigut     |
| 21 | PO   | Alexandr Bužek   |
| 23 | BR   | Ondřej Schovanec |
| 24 | OB   | Jan Chytrý       |
| 25 | OB   | Jiří Fleišman    |
| 26 | NA   | Lucky Ezeh       |
| 27 | NA   | Ebrima Singhateh |
| 30 | BR   | Jakub Lapeš      |
| 31 | PO   | Ousmane Condé    |
| 34 | BR   | Ondřej Mrózek    |
| 37 | OB   | Dávid Krčík      |
| 49 | OB   | Sahmkou Camara   |
| 77 | PO   | Rok Štorman      |